# Diócesis de Cerreto Sannita-Telese-Sant'Agata de' Goti
La diócesis de Cerreto Sannita-Telese-Sant'Agata de' Goti (en latín: Dioecesis Cerretana-Thelesina-Sanctae Agathae Gothorum y en italiano: Diocesi di Cerreto Sannita-Telese-Sant'Agata de' Goti) es una circunscripción eclesiástica de la Iglesia católica en Italia. Se trata de una diócesis latina, sufragánea de la arquidiócesis de Benevento. Desde el 7 de mayo de 2021 su obispo es Giuseppe Mazzafaro.

## Territorio y organización

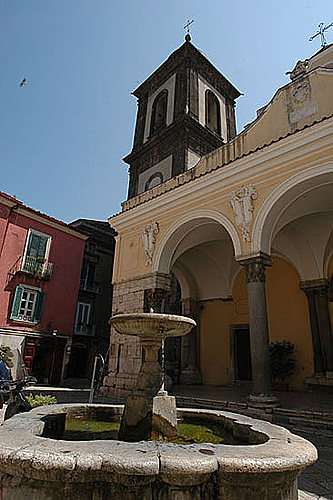
Concatedral de Santa María Asunta, en Sant'Agata de' Goti

La diócesis tiene 583 km² y extiende su jurisdicción sobre los fieles católicos de rito latino residentes en 27 comunas de la región de Campania, ubicadas:
- 25 en la provincia de Benevento: Cerreto Sannita, Airola, Amorosi, Arpaia, Bucciano, Casalduni, Castelvenere, Cusano Mutri, Dugenta, Durazzano, Faicchio, Forchia, Frasso Telesino, Guardia Sanframondi, Melizzano, Moiano, Pietraroja, Ponte, Puglianello, San Lorenzello, San Lorenzo Maggiore, San Salvatore Telesino, Sant'Agata de' Goti, Solopaca y Telese Terme;
- 2 en la provincia de Caserta: Gioia Sannitica (excepto las fracciones de Calvisi y de Carattano, que pertenecen a la diócesis de Alife-Caiazzo) y Valle di Maddaloni.

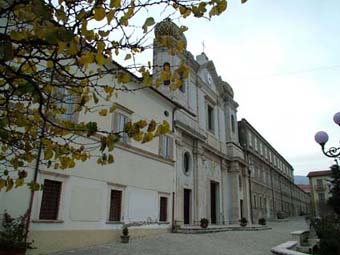
El episcopio, la catedral de la Santísima Trinidad y el seminario, en Cerreto Sannita

Confina con la diócesis de Alife-Caiazzo al noroeste, con la arquidiócesis de Campobasso-Boiano al norte, la arquidiócesis de Benevento al este, la diócesis de Caserta al sudoeste, la diócesis de Acerra al sur y la diócesis de Nola al sudeste.

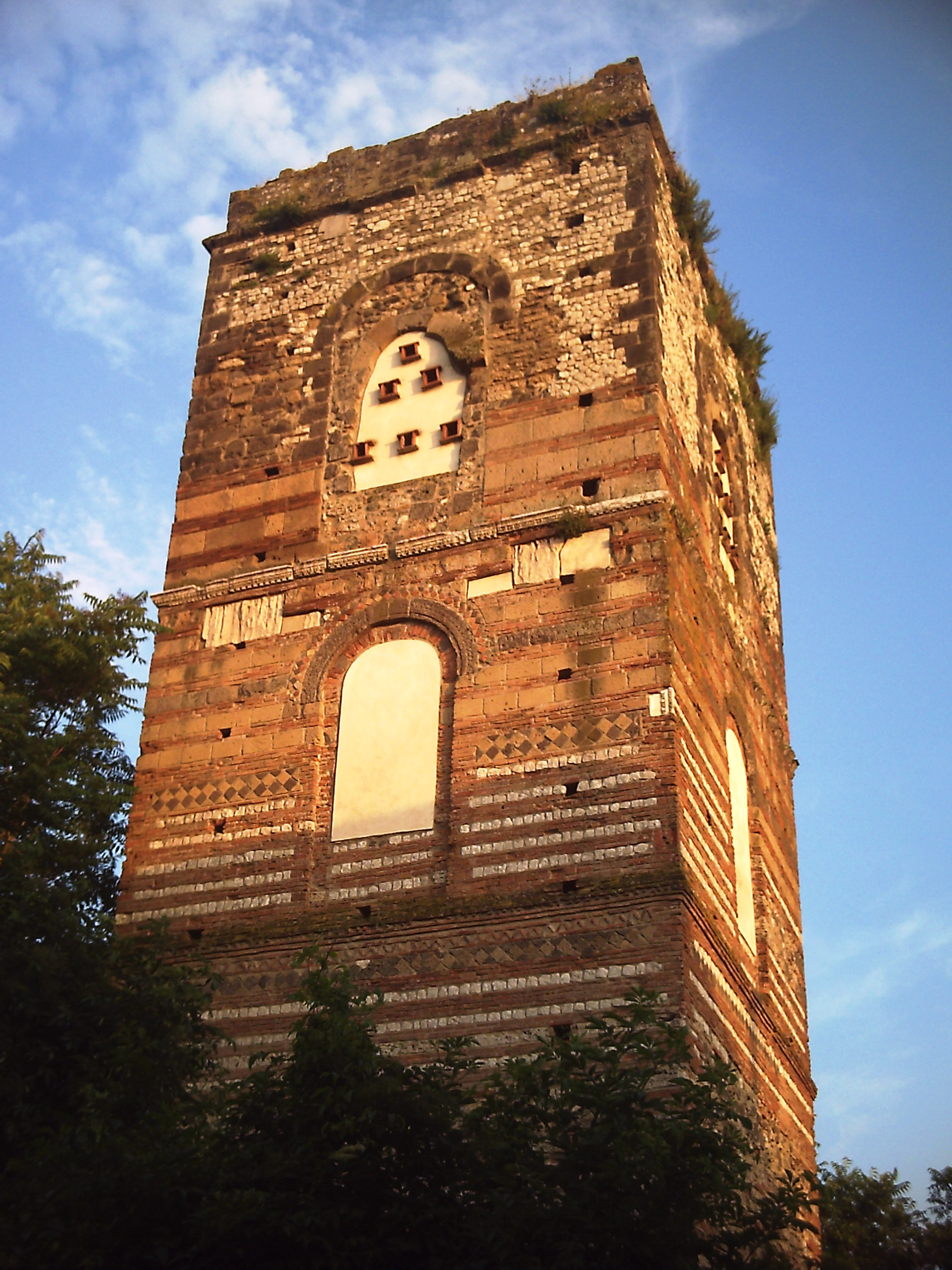
Excatedral de la Santa Cruz, en Telese Terme

La sede de la diócesis se encuentra en la ciudad de Cerreto Sannita, en donde se halla la Catedral de la Santísima Trinidad. En Sant'Agata de' Goti se halla la Concatedral de Santa María Asunta, en Telese Terme la excatedral de la Santa Cruz (diócesis de Telese), y en Guardia Sanframondi el santuario basílica de la Asunción.

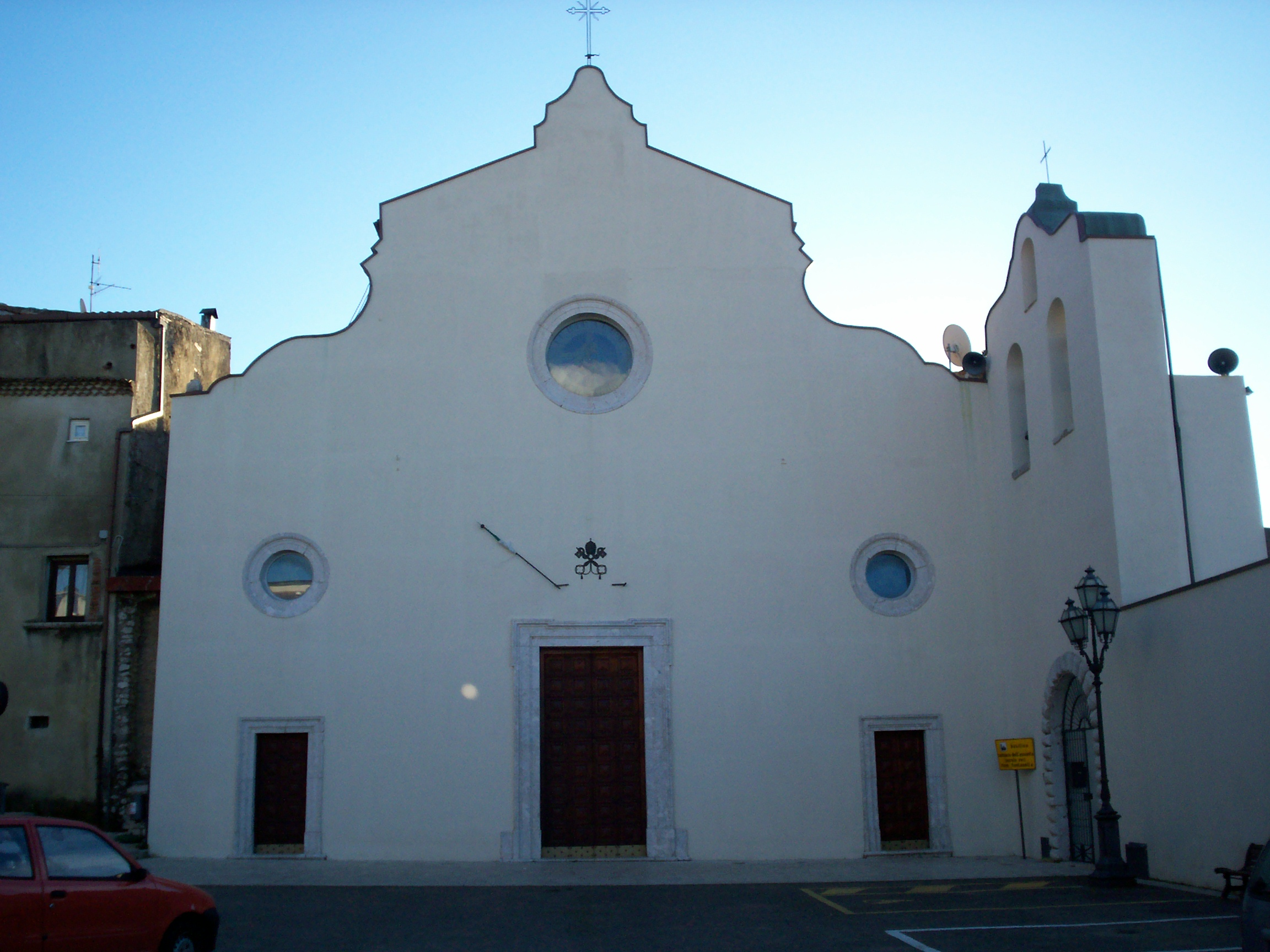
Santuario basílica de la Asunción, en Guardia Sanframondi

En 2023 en la diócesis existían 60 parroquias agrupadas en 4 foranías: Cerreto Sannita, Telese Terme, Sant'Agata de' Goti y Airola.

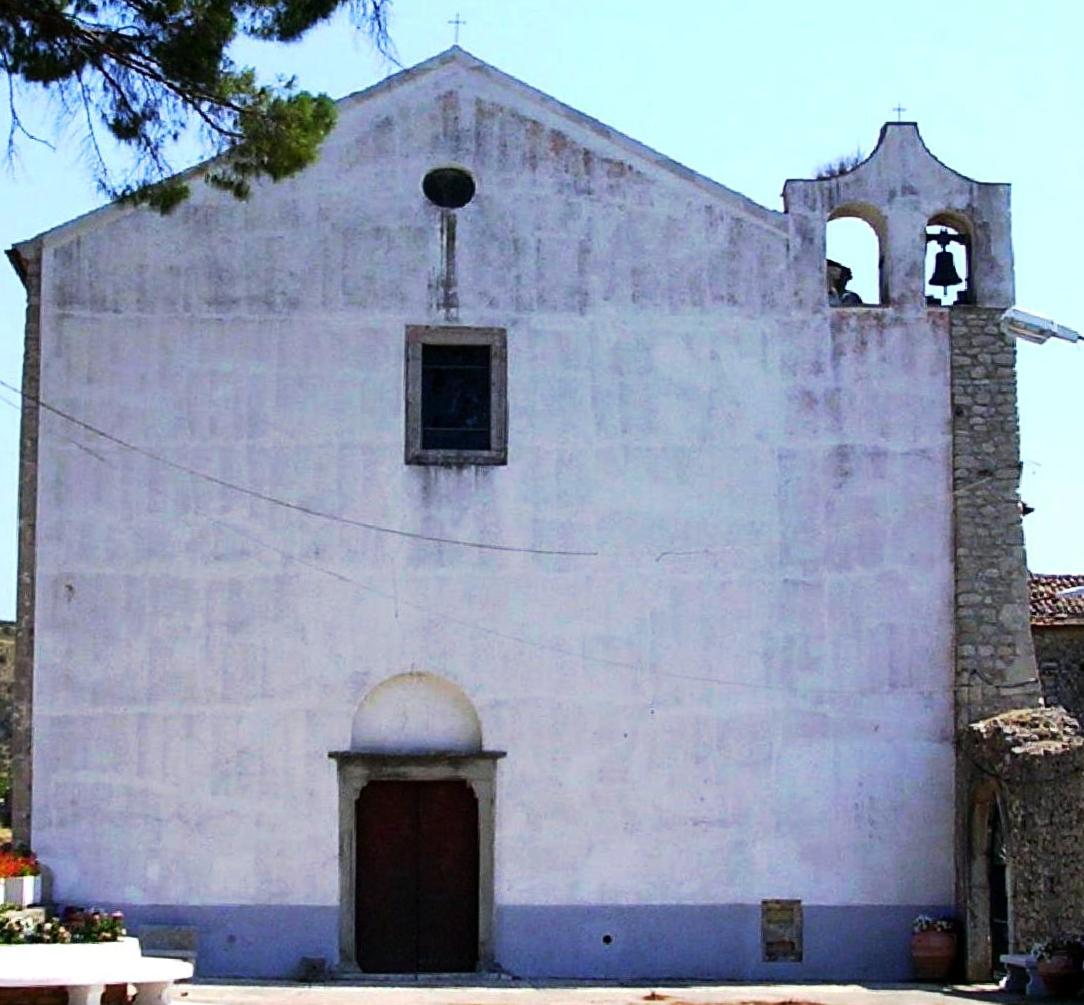
Santuario de María Santísima de la Carretera, en San Lorenzo Maggiore

La diócesis reconoce los siguientes santuarios dedicados especialmente a la veneración de la Virgen María:
- Santuario de María Santísima de las Gracias, en Cerreto Sannita;

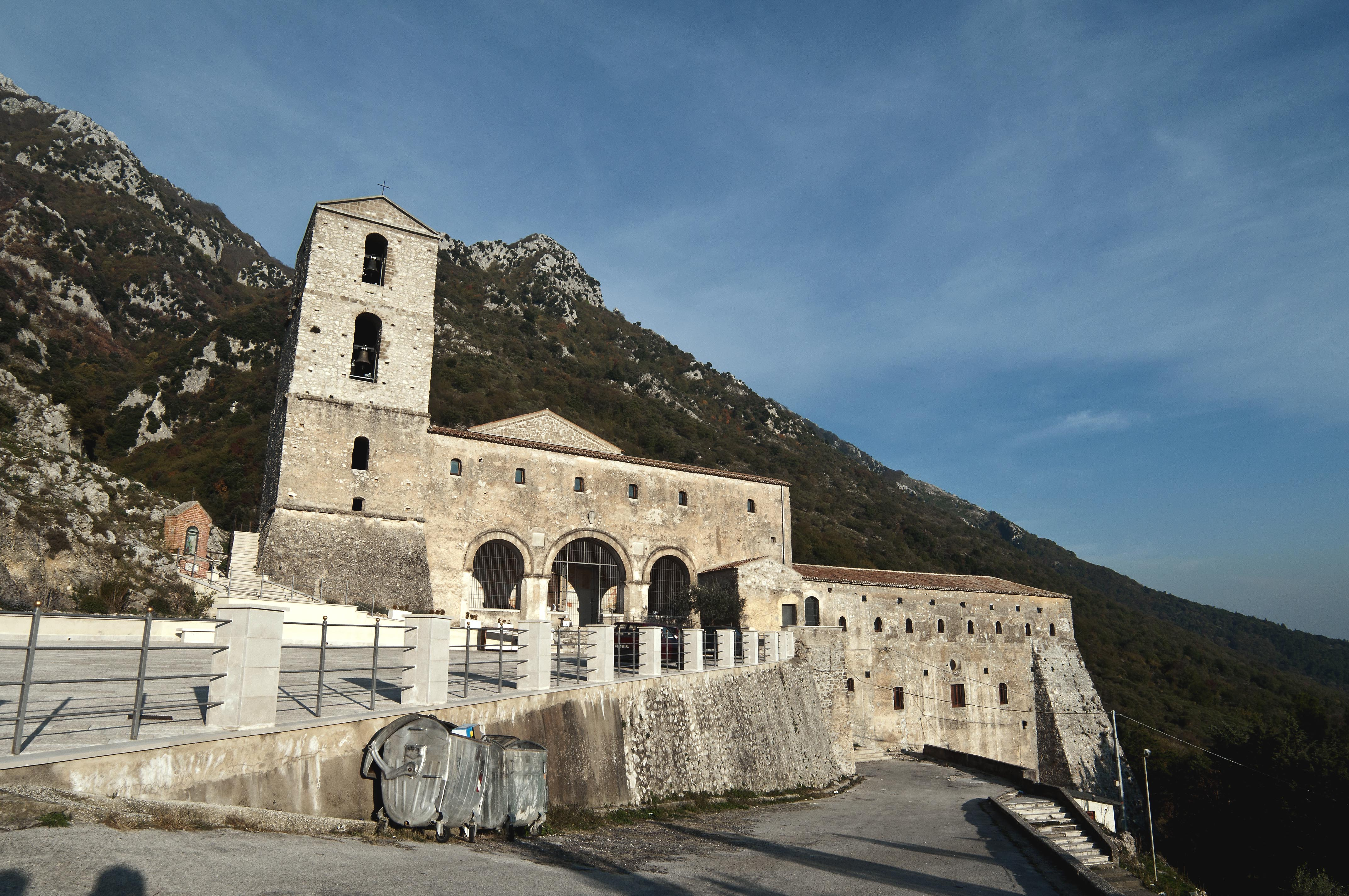
Santuario de Nuestra Señora del Taburno, en Bucciano

- Santuario de Nuestra Señora del Taburno, en Bucciano;
- Santuario de María Santísima del Roseto, en Solopaca;
- Santuario de Santa María en Palmentata, en Sant'Agata de' Goti;
- Santuario de la Asunción, en Guardia Sanframondi;
- Santuario de la Dolorosa, en Airola;
- Santuario de María Santísima de la Carretera, en San Lorenzo Maggiore.

## Historia

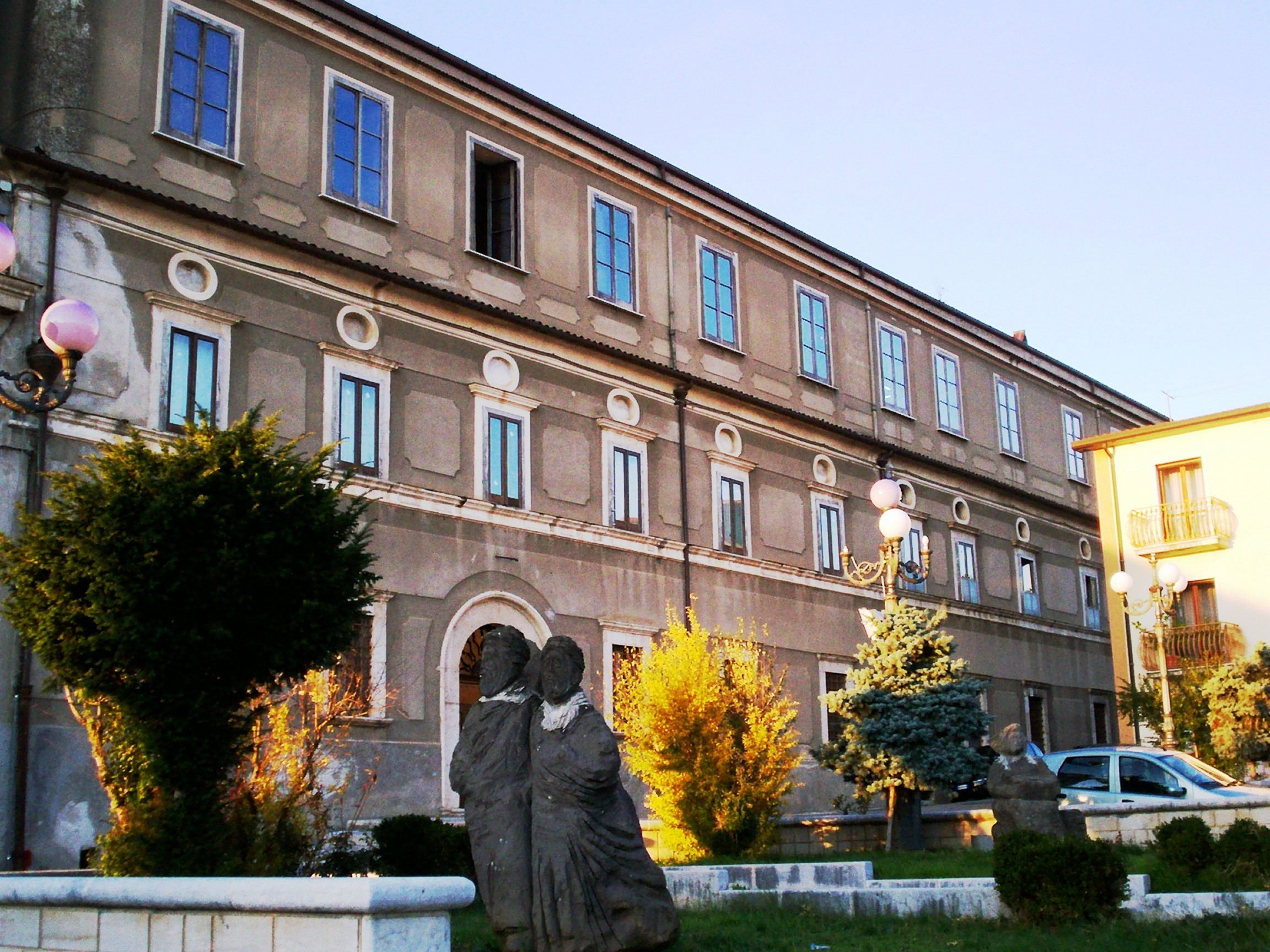
Actual seminario diocesano, en Cerreto Sannita

La actual diócesis nació en 1986 de la unión de dos antiguas sedes episcopales: Telese, documentada a partir del siglo V, y que en el siglo XIX tomó el nombre de Telese o Cerreto; y Sant'Agata de' Goti, cuyos primeros obispos están atestiguados en el siglo X.

### Telese o Cerreto
La diócesis de Telese fue erigida en la antigüedad, pero no hay datos históricos ciertos sobre su fundación, aparte de la mención de los primeros obispos de Telese en la segunda mitad del siglo V: Florenzio, que fue uno de los participantes al concilio romano convocado por el papa Hilario en 465; y Agnello, que participó en el concilio de Letrán solicitado por el papa Félix III en 487. En 600 está documentado que el obispo Menna participó en el concilio celebrado en Roma por el papa Gregorio I.
Después de esta fecha, y durante los cuatro siglos siguientes, no se tienen más noticias de la diócesis y de sus obispos; Telese de hecho experimentó una fase de decadencia, debido a las guerras entre griegos, lombardos y sarracenos y tal vez la sucesión episcopal fue interrumpida. A mediados del siglo IX, la tradición atribuye a san Palerio, pero no hay datos históricos contemporáneos sobre este obispo telesiano más que relatos hagiográficos tardíos.
La diócesis de Telese vuelve a estar documentada a partir de la segunda mitad del siglo X. Con la bula Cum certum sit del papa Juan XIII del 26 de mayo de 969, el pontífice erigió Benevento como sede metropolitana y concedió al arzobispo Landulfo I la facultad de consagrar a sus obispos sufragáneos, incluido el de Telese. Sin embargo, el primer obispo conocido se remonta a un siglo después; se trata de una persona anónima que participó en el concilio provincial convocado por el metropolitano Uldarico en 1061. Para los siglos XI y XII se conocen pocos nombres de obispos telesinos: Arnaldo, mencionado en dos diplomas de 1068 y 1070 de dudosa fe; Gilberto, que participó en el concilio provincial convocado por el metropolitano Milone en 1075; y Pietro, documentado de 1178 a 1190 y que participó en el concilio lateranense de 1179.
En el siglo XI se construyó en Telese la abadía benedictina del Santissimo Salvatore, que fue un importante «nodo de agregación religiosa y de control de la zona, y al mismo tiempo un centro de radiación cultural y un punto de parada para viajeros y políticos y personalidades religiosas en uno de los recorridos internos de la Vía Latina". El monasterio está documentado por primera vez en 1075, cuando el abad Lebbaldo participó en el concilio provincial convocado por Milone. Entre los abades posteriores hay que recordar a Giovanni, discípulo de Anselmo de Aosta y futuro obispo de Tusculum, y a Alessandro, escritor eclesiástico y autor de la historia de Roger II de Sicilia.
En 1139 la ciudad de Telese fue destruida en una guerra entre Rainulfo de Alife y Roger II de Sicilia, pero ya a partir del año siguiente se reconstruyó una nueva Telese alrededor de la Catedral de la Santa Cruz. En los siglos siguientes, sin embargo, la ciudad episcopal vivió momentos convulsos, que llevaron a su progresivo abandono, debido a las fuertes emisiones de vapores de azufre tras el terremoto de 1349. Los obispos tuvieron entonces que abandonar la ciudad y establecerse en diferentes lugares: Massa Superiore o Rocca de Episcopo, Faicchio, Guardia Sanframondi y Cerreto, que se convirtió en la residencia permanente de los obispos a partir de 1577.
El obispo Angelo Massarelli (1557-1566) fue secretario del papa Julio III y secretario del Concilio de Trento durante el papado de Paulo IV. Los sucesores de Massarelli implementaron los decretos de reforma del concilio en la diócesis. En 1593 el obispo Cesare Bellocchi estableció el seminario diocesano en Cerreto. Su sucesor Eugenio Savino anunció la primera visita pastoral en 1596 y estableció el archivo diocesano. El 22 de mayo de 1612 Giovanni Francesco Leone obtuvo de la Santa Sede el traslado de la catedral y del cabildo a Cerreto, decisión confirmada el 22 de septiembre de 1691.
Cerreto fue completamente destruida por el terremoto de 1688, pero fue enteramente reconstruida «según un plan maestro de damero, con plazas, espléndidas iglesias y palacios, incluido el complejo episcopio —catedral — seminario». A mediados del siglo XVIII "la diócesis alcanzaba aproximadamente 25 000 habitantes, 24 parroquias, 108 iglesias, 14 comunas, 312 sacerdotes, 190 clérigos, 7 monasterios". En 1749 el obispo Filippo Gentile dio al seminario una nueva y más grande ubicación.
A la vacante de la cátedra episcopal de 1800 a 1818 siguió la unión de la diócesis de Telese con la de Alife. De hecho, el 27 de junio de 1818 la diócesis de Alife fue suprimida mediante la bula De utiliori del papa Pío VII y su territorio incorporado al de la diócesis de Telese. Sin embargo, la posterior bula Adorandi del 14 de diciembre de 1820 restableció la diócesis de Alife, unida aeque principaliter a la de Telese: esta decisión sólo entró en vigor después de la muerte del obispo de Alife, Emilio Gentile, en abril de 1822.
La unión provocó un descontento generalizado, que disminuyó cuando el rey Fernando II de Borbón, visitando Cerreto Sannita en 1852, escuchando las oraciones del clero local, trabajó para la restauración de la sede episcopal separada, lo que se produjo el 6 de julio de 1852 mediante la bula Compertum nobis del papa Pío IX. Con este documento, la Santa Sede confirmó una vez más el traslado del obispado a Cerreto y decidió cambiar el nombre de la diócesis a diócesis de Telese o Cerreto (dioecesis Thelesina seu Cerretana).
«En los acontecimientos que caracterizaron la transición al Reino de Italia, la diócesis vivió momentos dramáticos: el obispo Luigi Sodo, acusado de ser proborbónico y amigo del famoso bandolero local Cosimo Giordano, fue arrestado, llevado a Nápoles y encarcelado. Absuelto de la acusación, regresó a la diócesis y la gobernó hasta 1895, muriendo en olor de santidad.»
El 23 de mayo de 1964, con la carta apostólica Quaeramus gratiam, el papa Paulo VI proclamó a la Santísima Virgen María de las Gracias y a san Antonio de Padua como principales patronos de la diócesis.
En el momento de la unión con Sant'Agata de' Goti, la diócesis de Telese o Cerreto incluía las comunas de Cerreto Sannita, Cusano Mutri, Puente, Casalduni, Amorosi, Guardia Sanframondi, Puglianello, San Salvatore Telesino, Melizzano, Solopaca, Castelvenere, Faicchio, San Lorenzo Mayor, San Lorenzello, Pietraroja y Telese Balneario; y las fracciones de Auduni, Caselle, Curti y Crisci del municipio de Gioia Sannitica.

### Sant'Agata de' Goti
La primera mención de la diócesis de Sant'Agata se remonta a la bula Cum certum sit del papa Juan XIII del 26 de mayo de 969, con la que el pontífice erigió Benevento como sede metropolitana y concedió al arzobispo Landulfo I la facultad de nombrar y consagrar a sus obispos sufragáneos, incluido el de Sant'Agata.
Landolfo ejerció inmediatamente esta facultad suya, nombrando al año siguiente al primer obispo de Sant'Agata en la persona de Madelfrido. En la bula de nombramiento, el metropolitano declara devolver a Sant'Agata la sede episcopal que la ciudad ya había poseído en el pasado (ut olim); en la misma bula, Landulfo define los límites de la diócesis de Sant'Agata, que también incluía el territorio de la antigua Caudium.
Entre los obispos posteriores se conocen: Adelardo, hacia el año 1000, de quien se conserva el texto de su epitafio; Bernardo, documentado en tres ocasiones en 1059, 1075 y 1101; Enrique, ferviente partidario del papa Inocencio II contra el antipapa Anacleto II; Andrea, mencionada en un diploma de 1152 del monasterio de San Lorenzo en Aversa.
Entre los XI y XII se fundó en Sant'Agata el monasterio benedictino de San Menna, cuya iglesia fue dedicada solemnemente por el papa Pascual II el 4 de septiembre de 1110. Las actas de las visitas pastorales de la primera mitad del siglo XVI muestran que la iglesia y la abadía ya no estaban confiadas a la orden de San Benito, sino a los canónigos regulares agustinos.
En 1191 el obispo Giovanni II, partidario del emperador Enrique VI, participó en el asedio de Nápoles junto con el emperador. A mediados del siglo XIII un franciscano, Pietro, se convirtió en obispo de Sant'Agata y probablemente fue el responsable de introducir la Orden de Frailes Menores en la diócesis. En el mismo período el obispo de Sant'Agata de' Goti tenía el feudo de Bagnoli con el título de barón.
Los obispos de Sant'Agata tuvieron dificultades para introducir en la diócesis los decretos de reforma del Concilio de Trento. «A pesar del trabajo de obispos como Giovanni Ghevara, Giovanni Beroaldi, Feliciano Ningurada y Ettore Diotallevi, atentos y vigilantes a la hora de identificar los problemas que afectaban a la diócesis, la aplicación de la reforma tridentina estaba destinada a chocar con los límites de la realidad meridional, hecho de patronatos laicos, de iglesias acogedoras, de poderes baroniales, de capítulos catedralicios con fuertes privilegios; también tuvo que hacer frente al fenómeno de la clericalización masiva, atribuible esencialmente a los privilegios y exenciones de que gozaban los eclesiásticos.» Durante el episcopado de Felice Peretti (1566-1571), futuro papa Sixto V, se estableció el seminario diocesano.
Hubo pocos sínodos diocesanos, con documentos impresos, celebrados por los obispos de Sant'Agata; hasta el siglo XIX sólo se conocen los de 1585, 1587, 1621, 1681 y 1706. Este último, anunciado por Filippo Albini, representa «una etapa fundamental en el proceso de renovación de la diócesis».
El obispo más conocido de Sant'Agata fue sin duda san Alfonso María de Ligorio, obispo durante trece años, de 1762 a 1775, que puso en práctica una verdadera reforma de la diócesis: impuso a sus sacerdotes la obligación de predicar y confesar, recordando de sus deberes; reconstruyó el seminario y reescribió sus reglas; estableció nuevas reglas para la vida interna de los monasterios femeninos de la diócesis; «revolucionó la distribución de beneficios, desmembró algunas iglesias y desplazó otras, derribando los sistemas tradicionales de alianzas y, como "obispo misionero", quiso que surgieran en su diócesis centros de agregación social como las diversas congregaciones de solteronas, señores, sacerdotes, de niños, signos tangibles de la labor catequizadora de la Iglesia”.
El 27 de junio de 1818, con la bula De utiliori del papa Pío VII, la diócesis de Sant'Agata de' Goti quedó unida aeque principaliter a la diócesis de Acerra, hasta que fue dividida mediante la bula Nihil est del papa Pío IX, del 30 de noviembre de 1854. Con este último decreto Sant'Agata de' Goti cedió a la diócesis de Acerra una parte de su territorio correspondiente a las actuales comunas de Arienzo, Cervino, San Felice a Cancello y Santa Maria a Vico.
En el momento de la unión con Cerreto, la diócesis de Sant'Agata de' Goti incluía las comunas de Sant'Agata de' Goti, Valle di Maddaloni, Durazzano, Frasso Telesino, Airola, Forchia, Moiano, Bucciano, Arpaia y Dugenta.

### Cerreto Sannita-Telese-Sant'Agata de' Goti
El 21 de marzo de 1984, Felice Leonardo, exobispo de Telese o Cerreto, fue nombrado también obispo de Sant'Agata de' Goti, uniendo así las dos sedes in persona episcopi.
El 30 de septiembre de 1986, mediante el decreto Instantibus votis de la Congregación para los Obispos, la unión se hizo plena y la diócesis asumió su nombre actual.
En 1996 el entonces cardenal Joseph Ratzinger inauguró el museo diocesano de arte sacro con sede en Sant'Agata de' Goti, por encargo del obispo Mario Paciello.

## Estadísticas
Según el Anuario Pontificio 2024 la diócesis tenía a fines de 2023 un total de 83 962 fieles bautizados.
| Año                                                                             | Población            | Población | Población      | Sacerdotes | Sacerdotes    | Sacerdotes    | Bautizados por sacerdote | Diáconos permanentes | Religiosos | Religiosos | Parroquias |
| Año                                                                             | Bautizados católicos | Total     | % de católicos | Total      | Clero secular | Clero regular | Bautizados por sacerdote | Diáconos permanentes | Varones    | Mujeres    | Parroquias |
| ------------------------------------------------------------------------------- | -------------------- | --------- | -------------- | ---------- | ------------- | ------------- | ------------------------ | -------------------- | ---------- | ---------- | ---------- |
| Diócesis de Telese o Cerreto                                                    |                      |           |                |            |               |               |                          |                      |            |            |            |
| 1950                                                                            | 57 479               | 57 549    | 99.9           | 76         | 70            | 6             | 756                      |                      | 10         | 160        | 24         |
| 1970                                                                            | 54 013               | 54 137    | 99.8           | 58         | 45            | 13            | 931                      |                      | 16         | 138        | 26         |
| 1980                                                                            | 51 084               | 51 357    | 99.5           | 54         | 36            | 18            | 946                      |                      | 22         | 83         | 26         |
| Diócesis de Sant'Agata de' Goti                                                 |                      |           |                |            |               |               |                          |                      |            |            |            |
| 1950                                                                            | 30 000               | 30 000    | 100.0          | 72         | 51            | 21            | 416                      |                      | 30         | 50         | 29         |
| 1970                                                                            | 38 167               | 38 208    | 99.9           | 57         | 37            | 20            | 669                      |                      | 23         | 92         | 34         |
| 1980                                                                            | 36 332               | 36 699    | 99.0           | 52         | 34            | 18            | 698                      |                      | 23         | 66         | 34         |
| Diócesis de Cerreto Sannita-Telese-Sant'Agata de' Goti                          |                      |           |                |            |               |               |                          |                      |            |            |            |
| 1990                                                                            | 86 460               | 87 332    | 99.0           | 86         | 56            | 30            | 1005                     |                      | 37         | 120        | 60         |
| 1999                                                                            | 90 005               | 90 915    | 99.0           | 76         | 51            | 25            | 1184                     |                      | 29         | 110        | 60         |
| 2000                                                                            | 89 921               | 90 842    | 99.0           | 75         | 57            | 18            | 1198                     |                      | 21         | 105        | 60         |
| 2001                                                                            | 89 890               | 90 762    | 99.0           | 73         | 55            | 18            | 1231                     |                      | 21         | 104        | 60         |
| 2002                                                                            | 90 242               | 91 041    | 99.1           | 72         | 55            | 17            | 1253                     |                      | 19         | 102        | 60         |
| 2003                                                                            | 89 785               | 90 786    | 98.9           | 75         | 59            | 16            | 1197                     | 1                    | 17         | 103        | 60         |
| 2004                                                                            | 89 570               | 90 716    | 98.7           | 78         | 63            | 15            | 1148                     | 1                    | 15         | 101        | 60         |
| 2006                                                                            | 90 109               | 91 242    | 98.8           | 75         | 59            | 16            | 1201                     | 1                    | 17         | 90         | 60         |
| 2013                                                                            | 89 728               | 91 820    | 97.7           | 73         | 58            | 15            | 1229                     | 2                    | 16         | 83         | 60         |
| 2016                                                                            | 89 428               | 91 193    | 98.1           | 70         | 55            | 15            | 1277                     | 2                    | 15         | 75         | 60         |
| 2019                                                                            | 88 131               | 90 396    | 97.5           | 70         | 54            | 16            | 1259                     | 2                    | 17         | 72         | 60         |
| 2021                                                                            | 86 289               | 88 322    | 97.7           | 67         | 53            | 14            | 1287                     | 2                    | 14         | 61         | 60         |
| 2023                                                                            | 83 962               | 86 066    | 97.6           | 70         | 56            | 14            | 1199                     | 2                    | 15         | 57         | 60         |
| Fuente: Catholic-Hierarchy, que a su vez toma los datos del Anuario Pontificio. |                      |           |                |            |               |               |                          |                      |            |            |            |

### Institutos y sociedades
En el territorio diocesano desarrollan sus actividades pastorales religiosos y religiosas, pertenecientes a unos de los siguientes institutos de vida consagrada o sociedades de vida apostólica:
- Hermanas Víctimas Expiatorias de Jesús Sacramentado
- Hermanas de los Ángeles
- Hermanas Franciscanas Alcantarinas
- Hermanas de San Vicente Pallotti
- Hermanas de los Sagrados Corazones
- Hermanas del Buen y Perpetuo Soccorso
- Hijas de Nuestra Señora del Montecalvario
- Discípulas de Santa Teresa de Niño Jesús
- Orden de las Hermanas Pobres de Santa Clara
- Monjas redentoristas
- Orden de los Hermanos Menores
- Congregación de la Pasión
- Orden de los Hermanos Menores Capuchinos

## Episcopologio

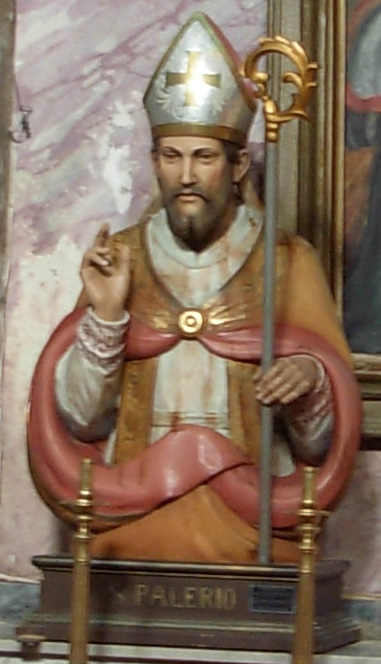
Estatua de Palerio, cuarto obispo de la antigua diócesis de Telese, en la iglesia de San Juan Bautista en la localidad de San Martino Valle Caudina. Actualmente es venerado como santo en la Iglesia católica

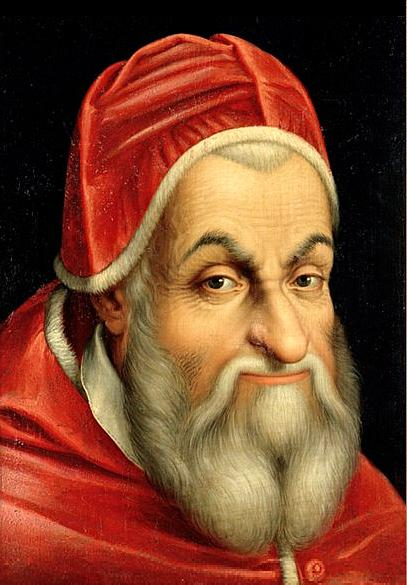
Felice Peretti fue obispo de Sant'Agata de' Goti entre 1566 y 1571, más tarde fue elegido Papa con el nombre de Sixto V

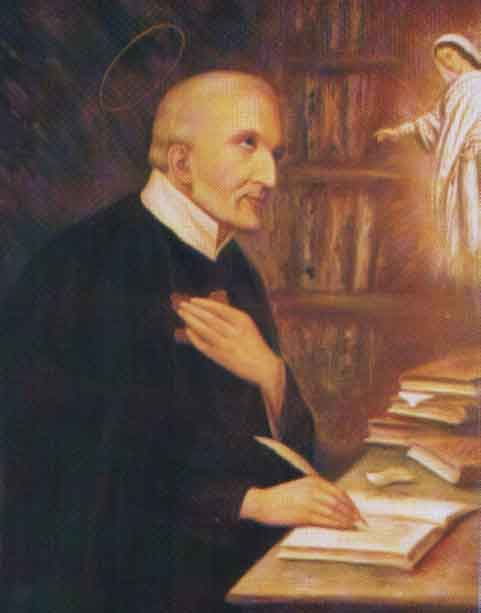
Alfonso María de Ligorio, conocido por ser el fundador de la Congregación del Santísimo Redentor y por sus obras de Moral, además de ser venerado como santo en la Iglesia católica, fue obispo de Sant'Agata de' Goti entre 1762-1775

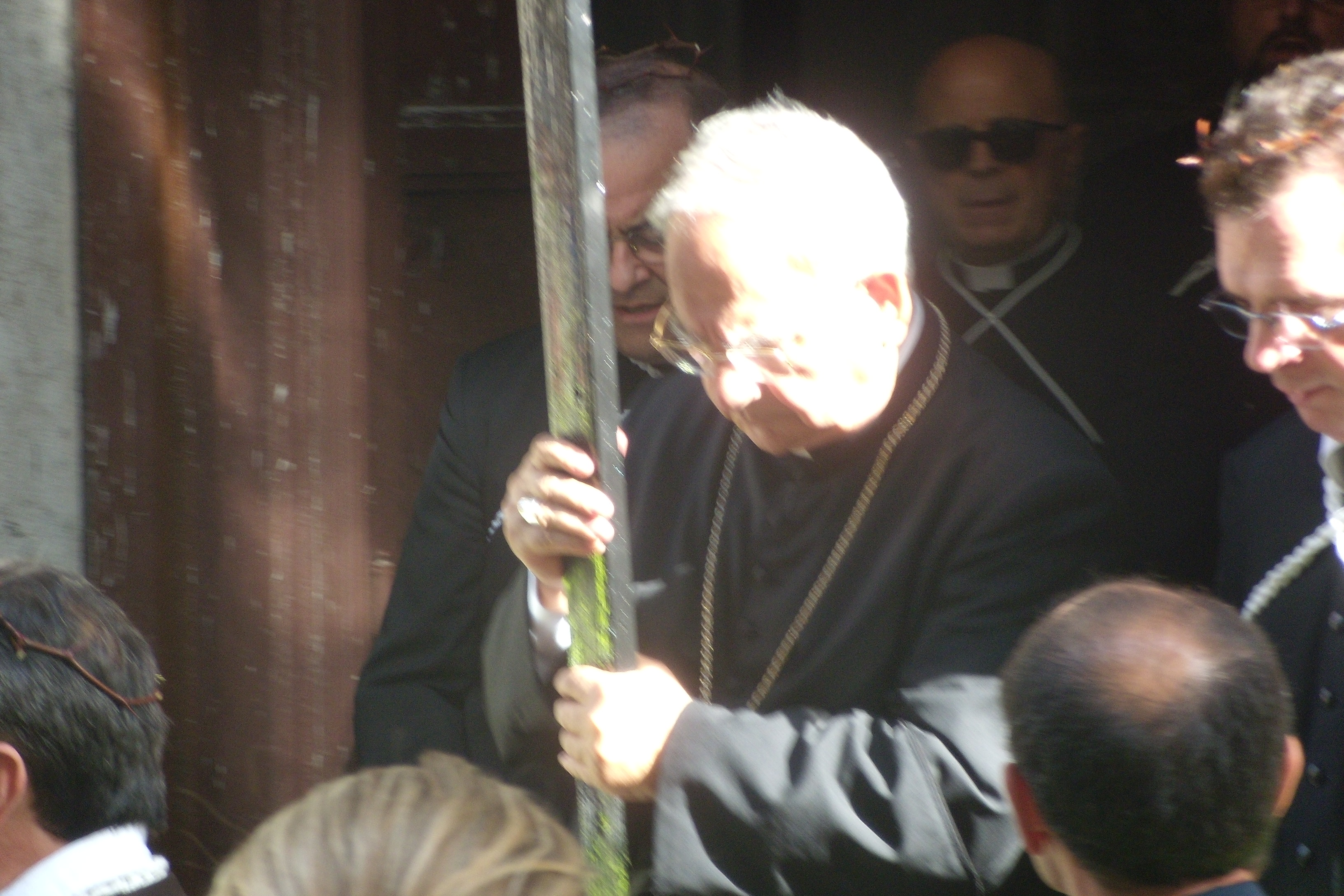
Michele De Rosa ocupó la sede por 18 años (de 1998 a 2016)

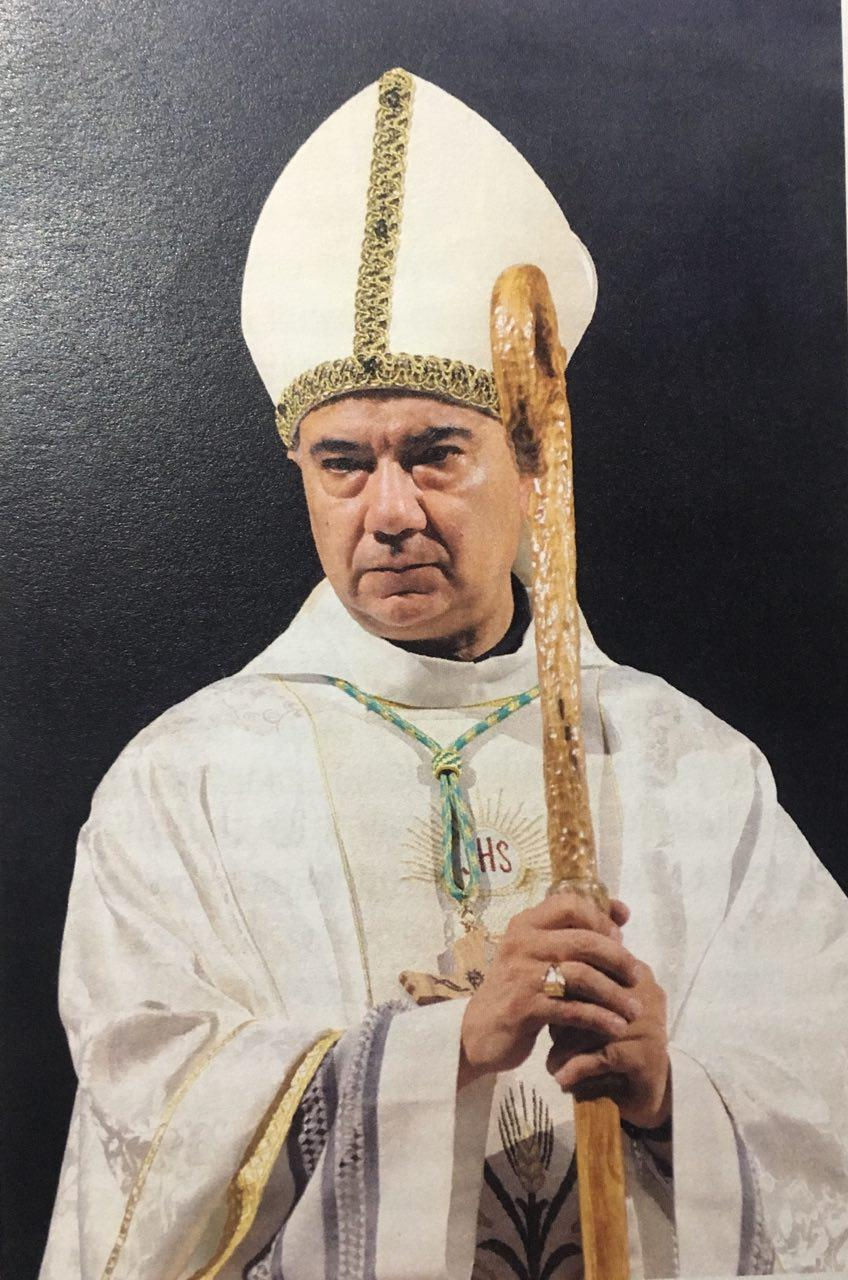
Domenico Battaglia fue el obispo de la diócesis de 2016 a 2020

| - Florenzio † (mencionado en 465) - Agnello † (mencionado en 487) - Menna † (mencionado en 600) - San Palerio † (mitad del siglo IX) - Anónimo † (mencionado en 1061) - Arnaldo † (antes de 1068-después de 1070) - Gilberto † (mencionado en 1075) - Tommaso? † (mencionado en 1080 circa) - Pietro † (antes de 1178-después de 1190) - Anónimo † (mencionado en 1198) - Luciano † (antes de 1212-después de 1219) - S. † (antes de 1239) - R. † (28 de marzo de 1240-después de 1243) - Rao † (antes de 1268-circa 1284 falleció) - Salerno (o Salemo) † (16 de julio de 1286-después de 1296) - Giacomo I † (mencionado en 1304) - Giovanni Arisio (Riso) † (21 de mayo de 1326-1328 falleció) - Tommaso I † (7 de noviembre de 1328-1340 falleció) - Tommaso II † (6 de noviembre de 1340-1345 falleció) - Matteo Guiliand, O.F.M. † (15 de julio de 1345-1348 falleció) - Domenico, O.F.M. † (10 de noviembre de 1348-?) - Giacomo da Cerreto † (29 de enero de 1353-1372 falleció) - Giacomo II † (14 de julio de 1372-1398 nombrado obispo de Nicastro) - Giovanni di Casalialbulo, O.F.M. † (21 de mayo de 1386-1393 falleció) (antiobispo) - Nicola di Bittaro † (29 de agosto de 1393-?) (antiobispo) - Clemente da Nápoles, O.E.S.A. † (26 de agosto de 1399-?) - Marcuccio Brancia † (20 de enero de 1413-1452 falleció) - Ferdinando Gimel † (11 de enero de 1454-1458 falleció) - Meolo de Mascabruni † (14 de junio de 1459-8 de octubre de 1464 nombrado obispo de Muro Lucano) - Matteo Giudici † (8 de octubre de 1464-17 de diciembre de 1483 nombrado obispo de Atri y Penne) - Troilo Agnesi † (17 de diciembre de 1483-26 de enero de 1487 nombrado obispo de Lavello) - Pietro Palagano, O.F.M. † (26 de enero de 1487-25 de septiembre de 1505 falleció) - Andrea Riccio † (24 de octubre de 1505-1515 falleció) - Biagio Caropipe † (1 de junio de 1515-10 de julio de 1524 falleció) - Giovanni Gregorio Peroschi † (8 de agosto de 1524-1525 renunció) - Mauro de Pretis † (6 de octubre de 1525-1533 falleció) - Sebastiano De Bonfiliis † (14 de febrero de 1533-1540 renunció) - Alberico Giaquinto † (30 de abril de 1540-1548 falleció) - Giovanni Beroaldo † (14 de marzo de 1548-1 de octubre de 1557 nombrado obispo de Sant'Agata de' Goti) - Angelo Massarelli † (15 de diciembre de 1557-17 de julio de 1566 falleció) - Cherubino Lavosio, O.E.S.A. † (19 de agosto de 1566-23 de abril de 1577 falleció) - Annibale Cattaneo † (15 de octubre de 1578-1584 falleció) - Giovanni Stefano de Urbieta, O.P. † (17 de diciembre de 1584-1587 renunció) - Cesare Bellocchi † (12 de octubre de 1587-17 de noviembre de 1595 falleció) - Eugenio Savino † (27 de marzo de 1596-septiembre de 1604 falleció) - Placido Fava, O.S.B.Oliv. † (17 de noviembre de 1604-14 de septiembre de 1605 falleció) - Eugenio Cattaneo, B. † (13 de febrero de 1606-29 de septiembre de 1608 falleció) - Giovanni Francesco Leone † (15 de diciembre de 1608-14 de abril de 1613 falleció) - Sigismondo Gambacorta, C.R.S.A. † (15 de julio de 1613-octubre de 1636 falleció) - Pietro Paolo de Rustici, O.S.B. † (16 de marzo de 1637-14 de diciembre de 1643 nombrado obispo de Isernia) - Pietro Marioni † (18 de abril de 1644-1659 renunció) - Pietro Francesco Moia, C.R.S. † (1 de septiembre de 1659-13 de noviembre de 1674 falleció) - Domenico Cito, O.P. † (6 de mayo de 1675-19 de septiembre de 1683 falleció) - Giovanni Battista de Bellis † (24 de abril de 1684-septiembre de 1693 falleció) - Biagio Gambaro † (22 de diciembre de 1693-octubre de 1721 falleció) - Francesco Baccari † (14 de enero de 1722-13 de mayo de 1736 falleció) - Antonio Falangola † (9 de julio de 1736-29 de mayo de 1747 nombrado obispo de Caserta) - Filippo Gentile † (20 de noviembre de 1747-25 de junio de 1771 falleció) - Filiberto Pascale † (23 de septiembre de 1771-20 de febrero de 1788 falleció) - Sede vacante (1788-1792) - Vincenzo Lupoli † (27 de febrero de 1792-1 de enero de 1800 falleció) - Sede vacante (1800-1818) - Raffaele Longobardi † (21 de diciembre de 1818-19 de abril de 1822 nombrado obispo de Telese y Alife) - Raffaele Longobardi † (19 de abril de 1822-23 de septiembre de 1822 falleció) - Giovanni Battista de Martino di Pietradoro † (3 de mayo de 1824-1 de mayo de 1826 falleció) - Carlo Puoti † (3 de julio de 1826-14 de marzo de 1848 falleció) - Gennaro Di Giacomo † (22 de diciembre de 1848-julio de 1852 renunció) - Luigi Sodo † (27 de junio de 1853-30 de julio de 1895 falleció) - Angelo Michele Iannacchino † (29 de noviembre de 1895-12 de enero de 1918 renunció) - Giuseppe Signore † (20 de junio de 1918-1 de diciembre de 1928 renunció) - Salvatore Del Bene † (15 de diciembre de 1928-6 de abril de 1957 falleció) - Felice Leonardo † (22 de julio de 1957-30 de septiembre de 1986 nombrado obispo de Cerreto Sannita-Telese-Sant'Agata de' Goti) - Madelfrido † (970-?) - Adelardo † (mencionado en 1000 circa) - Bernardo † (antes de 1059-después de 1101) - Enrico † (1108-1143) - Andrea † (mencionado en 1152 circa) - Giovanni I † (?-1161 falleció) - Orso † (antes de 1178-después de 1181) - Anónimo † (mencionado en 1182) - Giovanni II † (mencionado en 1191) - Anónimo † (mencionado en 1215) - Anónimo † (mencionado en 1222) - Anónimo † (mencionado en 1227) - Bartolomeo † (mencionado como obispo electo antes de 1231) - Giovanni III † (antes de 1234-después de 1239) - Pietro, O.F.M. † (antes de 1253-después de 1255) - Nicola del Morrone † (antes de 1266-después de 1274) - Eustachio, O.P. † (17 de septiembre de 1282-circa 1294 falleció) - Giovanni IV † (1294-1295 falleció) (administrador apostólico) - Guido da San Michele, O.F.M. † (14 de noviembre de 1295-? falleció) - Francesco † (mencionado en 1304) - Roberto Ferrari † (1318-1327 falleció) - Pandolfo † (1327-1342 falleció) - Giacomo Martono † (4 de febrero de 1344-23 de marzo de 1351 nombrado obispo de Caserta) - Nicola I † (23 de marzo de 1351-circa 1386 falleció) - Nicola II † (25 de agosto de 1386-1391 nombrado obispo de Vence) - Pietro di Saba, O.F.M. † (23 de octubre de 1387-?) (antiobispo) - Antonio di Sarno, O.F.M. † (19 de junio de 1391-1394]]? depuesto) - Giacomo Papa † (26 de octubre de 1394-1399 falleció) - Pietro Gattula † (8 de enero de 1400-17 de mayo de 1423 nombrado arzobispo de Brindisi) - Raimondo degli Ugotti, O.S.B.I. † (23 de julio de 1423-18 de diciembre de 1430 nombrado obispo de Boiano) - Giosuè Mormile † (18 de diciembre de 1430-23 de julio de 1436 nombrado obispo de Tropea) - Antonio Bretoni † (6 de febrero de 1437-18 de abril de 1440 nombrado arzobispo de Sorrento) - Galeotto de la Ratta † (27 de abril de 1442-1455 falleció) - Amorotto † (12 de septiembre de 1455-marzo de 1468 falleció) - Pietro Antici Mattei † (17 de abril de 1469-5 de junio de 1472 nombrado obispo de Giovinazzo) - Marino Morola (o Moroni) † (5 de junio de 1472-2 de febrero de 1487 falleció) - Pietro Paolo Capobianco † (16 de febrero de 1487-1505 falleció) - Alfonso Carafa † (30 de julio de 1505-27 de agosto de 1512 nombrado obispo de Lucera) - Giovanni Di Luigi, O.Carm. † (27 de agosto de 1512-1519? renunció) - Giovanni de Guevara † (19 de junio de 1523-1556 falleció) - Giovanni Beroaldo † (1 de octubre de 1557-1565 o 1566 falleció) - Felice Peretti, O.F.M.Conv. † (15 de noviembre de 1566-17 de diciembre de 1571 nombrado obispo de Fermo, luego electo papa con el nombre de Sixto V) (obispo electo) - Vincenzo Cisoni, O.P. † (6 de febrero de 1572-17 de enero de 1583 falleció) - Feliciano Ninguarda, O.P. † (31 de enero de 1583-17 de octubre de 1588 nombrado obispo de Como) - Giovanni Evangelista Pelleo, O.F.M.Conv. † (17 de octubre de 1588-1595 falleció) - Giulio Santuccio, O.F.M.Conv. † (11 de diciembre de 1595-1607 falleció) - Ettore Diotallevi † (4 de febrero de 1608-16 de septiembre de 1635 nombrado obispo de Fano) - Giovanni Agostino Gandolfo † (3 de diciembre de 1635-1653 falleció) - Domenico Campanella, O.Carm. † (12 de enero de 1654-1663 falleció) - Biagio Mazzella, O.P. † (26 de febrero de 1663-1664 falleció) - Giacomo Circi † (21 de julio de 1664-7 de marzo de 1699 falleció) - Filippo Albini † (5 de octubre de 1699-26 de octubre de 1722 falleció) - Muzio Gaeta † (20 de enero de 1723-19 de diciembre de 1735 nombrado arzobispo de Bari) - Flaminio Danza † (19 de diciembre de 1735-11 de febrero de 1762 falleció) - San Alfonso Maria de' Liguori, C.SS.R. † (14 de junio de 1762-26 de junio de 1775 renunció) - Onofrio Rossi † (17 de julio de 1775-2 de noviembre de 1784 falleció) - Sede vacante (1784-1792) - Paolo Pozzuoli † (27 de febrero de 1792-8 de marzo de 1799 falleció) - Sede vacante (1799-1818) - Orazio Magliola † (27 de junio de 1818-3 de enero de 1829 falleció) - Emanuele Bellorado, O.P. † (18 de mayo de 1829-29 de octubre de 1833 falleció) - Taddeo Garzilli † (20 de enero de 1834-5 de marzo de 1848 falleció) - Francesco Iavarone † (20 de abril de 1849-19 de agosto de 1854 falleció) - Francesco Paolo Lettieri † (23 de marzo de 1855-24 de junio de 1869 falleció) - Sede vacante (1869-1871) - Domenico Ramaschiello † (22 de diciembre de 1871-22 de enero de 1899 falleció) - Ferdinando Maria Cieri † (22 de enero de 1899 por sucesión-12 de noviembre de 1910 falleció) - Alessio Ascalesi, C.PP.S. † (19 de junio de 1911-9 de diciembre de 1915 nombrado arzobispo de Benevento) - Giuseppe de Nardis † (12 de septiembre de 1916-1 de abril de 1953 renunció) - Costantino Caminada † (22 de mayo de 1953-16 de enero de 1960 nombrado obispo auxiliar de Siracusa) - Ilario Roatta † (8 de marzo de 1960-2 de enero de 1982 retirado) - Sede vacante (1982-1984) - Felice Leonardo † (21 de marzo de 1984-30 de septiembre de 1986 nombrado obispo de Cerreto Sannita-Telese-Sant'Agata de' Goti) - Felice Leonardo † (30 de septiembre de 1986-20 de julio de 1991 retirado) - Mario Paciello (20 de julio de 1991-6 de agosto de 1997 nombrado obispo de Altamura-Gravina-Acquaviva delle Fonti) - Michele De Rosa (23 de mayo de 1998-24 de junio de 2016 retirado) - Domenico Battaglia (24 de junio de 2016-12 de diciembre de 2020 nombrado arzobispo de Nápoles) - Giuseppe Mazzafaro, desde el 7 de mayo de 2021 |

### Para la sede de Telese o Cerreto
- (en latín) Ferdinando Ughelli, Italia sacra, vol. VIII, segunda edición, Venecia, 1721, col. 367-374
- (en latín) Paul Fridolin Kehr, Italia Pontificia, vol. IX, Berlín, 1962, pp. 117-119
- (en alemán) Norbert Kamp, Kirche und Monarchie im staufischen Königreich Sizilien. Prosopographische Grundlegung. Bistümer und Bischöfe des Königreichs 1194-1266. 1. Abruzzen und Kampanien, Múnich, 1973, pp. 291-294
- (en latín) Pius Bonifacius Gams, Series episcoporum Ecclesiae Catholicae, Graz, 1957, p. 931
- (en latín) Konrad Eubel, Hierarchia Catholica Medii Aevi, vol. 1, pp. 482-483; vol. 2, pp. XXXX, 250; vol. 3, pp. 311-312; vol. 4, p. 333; vol. 5, p. 374; vol. 6, p. 401
- (en latín e italiano) Bula Compertum nobis, en Collezione degli atti emanati dopo la pubblicazione del Concordato dell'anno 1818, parte XIII, Nápoles, 1854, pp. 134-156

### Para la sede de Sant'Agata de' Goti
- (en inglés) La diócesis de Sant'Agata de' Goti en Catholic Hierarchy
- (en latín) Ferdinando Ughelli, Italia sacra, vol. VIII, segunda edición, Venecia, 1721, col. 344-358
- (en italiano) Vincenzio d'Avino, Cenni storici sulle chiese arcivescovili, vescovili e prelatizie (nullius) del Regno delle Due Sicilie, Nápoles, 1848, pp. 606-612
- (en latín) Paul Fridolin Kehr, Italia Pontificia, vol. IX, Berlín, 1962, pp. 120-124
- (en italiano) Giuseppe Orlandi, Le relazioni «ad limina» della diocesi di Sant'Agata de' Goti nel secolo XVIII, en Spicilegium Historicum 17 (1969), parte I pp. 3-82, parte II pp. 189-214
- (en alemán) Norbert Kamp, Kirche und Monarchie im staufischen Königreich Sizilien. Prosopographische Grundlegung. Bistümer und Bischöfe des Königreichs 1194-1266. 1. Abruzzen und Kampanien, Múnich, 1973, pp. 286-290
- (en latín) Pius Bonifacius Gams, Series episcoporum Ecclesiae Catholicae, Graz, 1957, pp. 845-846
- (en latín) Konrad Eubel, Hierarchia Catholica Medii Aevi, vol. 1, pp. 75-76; vol. 2, pp. XII, 81; vol. 3, p. 97; vol. 4, p. 71; vol. 5, p. 71; vol. 6, p. 69
- (en latín e italiano) Bula Nihil est, en Collezione degli atti emanati dopo la pubblicazione del Concordato dell'anno 1818, parte XIV, Nápoles, 1857, pp. 77-91.
- Antonio Abbatiello (2014).  Industria Grafica Campana, ed. La chiesa di San Menna a Sant'Agata de' Goti. Atti del convegno di studi - 9 giugno 2010 - Sant'Agata de' Goti (en italiano). Salerno. p. 273-280. ISBN 978-88-97581-22-2.